# Карпюк Олександр Андрійович
Олександр Андрійович Карпюк, також відомий як Serg Marco (нар. 25 травня 1982, Одеса, УРСР) — український бізнесмен, який З 2014 року почав займатись волонтерською діяльністю у сфері тактичної медицини, навчанням військових снайперів та допомогою Морській піхоті України. Учасник «волонтерського десанту» Міністерства оборони України. Чинний військовослужбовець 59-ї окремої штурмової бригади (снайпер-аеророзвідник).

## Біографічні відомості
З 2000 по 2005 рік навчався у Дніпровській ПДАБА. Бакалавр менеджменту організації виробництва.
З 2004 по 2018 роки працював у ритейл-бізнесі та сфері нерухомості. У 2017 році заснував консалтингову агенцію «NDP», яка надає юридичні послуги покупцям нерухомості, у тому числі з аукціонів СЕТАМ та ProZorro.

## Волонтерство
З 2014 року почав займатися волонтерською діяльністю у сфері тактичної медицини. Був зареєстрований у мережі «Твіттер» під нікнеймом «Кровавий сенатор». Обговорюючи фронтові події швидко обзавівся тисячами фоловерів. З 2015 року почав писати у мережі «Фейсбук» під нікнеймом Serg Marco. Станом на 2025 рік вже понад 70 тисяч читачів.
З 2015—2016 роках видозмінив свою діяльність як волонтерства. Займався закупівлею для Збройних сил автівок, тепловізорів та різних гаджетів. Почав активно допомагати Морській піхоті України, котра тільки-но ставала на ноги.
З 2016 року почав розвивати снайперський напрямок у Збройних силах. Пропагував «магнум» калібр, а саме 0.300 та 0.338. У 2018 році посів перше місце у першому відкритому українському турнірі з стрільби на великі відстані. Волонтерська допомога у вигляді зброї, боєприпасів та гаджетів надавалася 36-й бригаді морської піхоти, 503 окремому батальйону морської піхоти та іншим підрозділам ЗСУ. Сам провів чимало часу на передовій, спостерігаючи, як розподіляється волонтерська допомога, та навчаючи стрільбі на великі відстані.
Активно підтримував морську піхоту, був автором ідеї та ініціатором розробки шеврону «Борсуки», де за основу був взятий бойовий шлях легендарного командира батальйону, майора Вадима Сухаревського, у якого з часів боїв за Слов'янськ був позивний «Борсук».

## Військова діяльність
Брав участь у бойових діях на сході України, як доброволець. Популяризатор снайпінга в ЗСУ, організовував волонтерські збори, сам виконував снайперські задачі на лініях зіткнення та в складі диверсійно-розвідувальних груп.
З початком повномасштабного вторгнення мобілізувався по контракту резервіста у 503 ОБМП на посаду «снайпер». Зібрав групу з колишніх ветеранів-морпіхів, сформувавши бойовий загін, який виконував задачі у Київської області. Брав участь у бойових діях в Ірпіні, Козаровичах та Пологах, при координації зі штабом 72-ї бригади.
Є участником операції по підриву гідровузла на Козаровичах, де його загін разом із саперами 72-ї бригади та інших саперів приданих підрозділів, а також бійців ОУН, виконав підрив, який потім був визнаний однією з операцій, яка врятувала Київ від захоплення росіянами.
В кінці 2022 року перевівся в 59 ОМБр. Сформував перший екіпаж розвідки 3 ешелону зі своєю командою, провів детальну розвідку Донецька та прилеглої агломерації. В подальшому сформував зведену тактичну групу «Інквизиція», яка виконувала задачі на Донецькому напрямку.

## Видавницька діяльність
У 2016 році став автором книги «Хроніки гібридної війни», першої книги, яка розклала хронологію російсько-української війни у найзапекліших 2014—2015 роках. Книга вийшла українською та російською мовами. Був співавтором книги «14 друзів Хунти» з оповіданням «Волонтери». Автор чималої кількості статей на порталі «Петро і Мазепа», а також в інших виданнях. Переважно писав на військову тематику.

## Громадська та політична діяльність
У 2018 році приєднався до партії Демократична сокира, є спікером партії з військових питань.
В червні 2019 року увійшов до складу Ради громадського контролю НАБУ, під час рейтингового голосування за Олександра Карпюка було віддано 14821 голос.

## Нагороди
- Відзнака Президента України «За гуманітарну участь в антитерористичній операції»
- Орден «За мужність» III ступеня[18]
- Відзнака Міністра Оборони
- Золотий Хрест